# Пендраковський Валерій Юрійович
Пендраковський Валерій Юрійович — радянський і російський кінорежисер, сценарист, продюсер. Заслужений діяч мистецтв Росії (2002).

## Біографічні відомості
Народився 1951 р. у м. Батумі в родині службовця. Закінчив Севастопольський приладобудівний інститут (1973) та Всесоюзний державний інститут кінематографії (1985, майстерня О. Алова і В. Наумова).
У 1996—1998 рр. вів режисерську майстерню у ВДІКу.
З 1999 р. — директор к/ст. «Ялта-фільм». У 2000— 2005 р. — генеральний директор ЗАТ «Ялтинська кіностудія».
Член Національної Спілки кінематографістів України.
З 2007 року — кінорежисер кіноконцерну «Мосфільм». Член Спілки кінематографістів Росії.
Живе і працює в м. Москві.

## Фільмографія
Режисер-постановник фільмів: 
- «Не можу!» (1983, к/м, авт. сцен.)
- «Вік живи, вік люби» (1983, авт. сцен.)
- «На околиці десь у місті...» (1988)
- «Самовбивця» (1990, авт. сцен.)
- «Дуже вірна дружина» (1992)
- «Я вільний, я нічий» (1994)
- «Кому я винен — всім прощаю» (1999, співавт. сцен.)
- «Два товариші» (2000)
- «Повне дихання» (2007, продюсер)
- «Та, що біжить по хвилях» (2007, продюсер)
- «Тільки не зараз» / Tylko nie teraz (2010, Польща—Росія)
- «Пішов і не повернувся» (2011, продюсер) та ін.